# Igreja de São Jerônimo da Caridade
San Girolamo della Carità ou Igreja de São Jerônimo da Caridade é uma igreja titular de Roma, Itália, localizada no rione Regola, na via di Monserrato, perto do Palazzo Farnese. É dedicada a São Jerônimo.
É a igreja titular da diaconia de São Jerônimo da Caridade, aguarda  cardeal-diácono Protector desde 2014. É uma igreja subsidiária da paróquia de San Lorenzo in Damaso.

## História
Segundo a lenda, uma igreja foi construída no local ainda no século IV sobre o local onde morou São Jerônimo. Ela pertencia originalmente aos franciscanos observantes. Em 1524, foi concedida para a "Arquiconfraria da Caridade" (em italiano:  Archconfraternita della Carità), fundada por Júlio de Médici (futuro papa Clemente VII) em 1519, uma sociedade de nobres de fora de Roma. No convento vizinho morou, entre 1551 e 1583, São Filipe Néri, que, nas galerias superiores da nave, realizou a primeira reunião de seus oratorianos, ordem fundada em 1561 e estabelecida como congregação em 1575, quando recebeu a igreja de Santa Maria in Vallicella. Em 1654, ela foi completamente reconstruída por Domenico Castelli.

## Descrição
A fachada é obra de Carlo Rainaldi (1660). O interior apresenta uma única nave coberta por um teto de madeira entalhada. A primeira capela à direita, "Capela Spada", antigamente atribuída a Orazio Spada (1575), foi depois reformada por Virgilio Spada. Como eram amigos, há muito tempo se relaciona o nome do arquiteto barroco Borromini a esta capela, mas é provável que a obra toda seja de Virgilio. Ela é ricamente decorada em jaspe e mármores preciosos que simulam um aparato fúnebre, com ovais com bustos de antepassados da família e uma guirlanda de bronze que emoldura uma preciosa pintura do século XV. A grade do altar é do pupilo de Bernini, Antonio Giorgetti.
A pequena, mas magnificamente decorada, Capela Antamoro (1708-9) é dedicada a São Filipe Néri e é única obra em Roma de Filippo Juvarra. A decoração da capela, com a estátua do "Êxtase de São Filipe Néri", iluminada por trás, e os dois relevos em estuque no teto, foi concebida foi concebida por Juvarra com a grande ajuda de um amigo, o escultor francês Pierre Le Gros, responsável pela realização dos elementos escultóricos. No altar-mor, projetado também por Rainaldi, está uma cópia da "Última Comunhão de São Jerônimo", de Domenichino, hoje abrigada na Pinacoteca Vaticana, realizada no estilo da célebre pintura de Agostino Carracci. 

## Galeria

Imagens da igreja
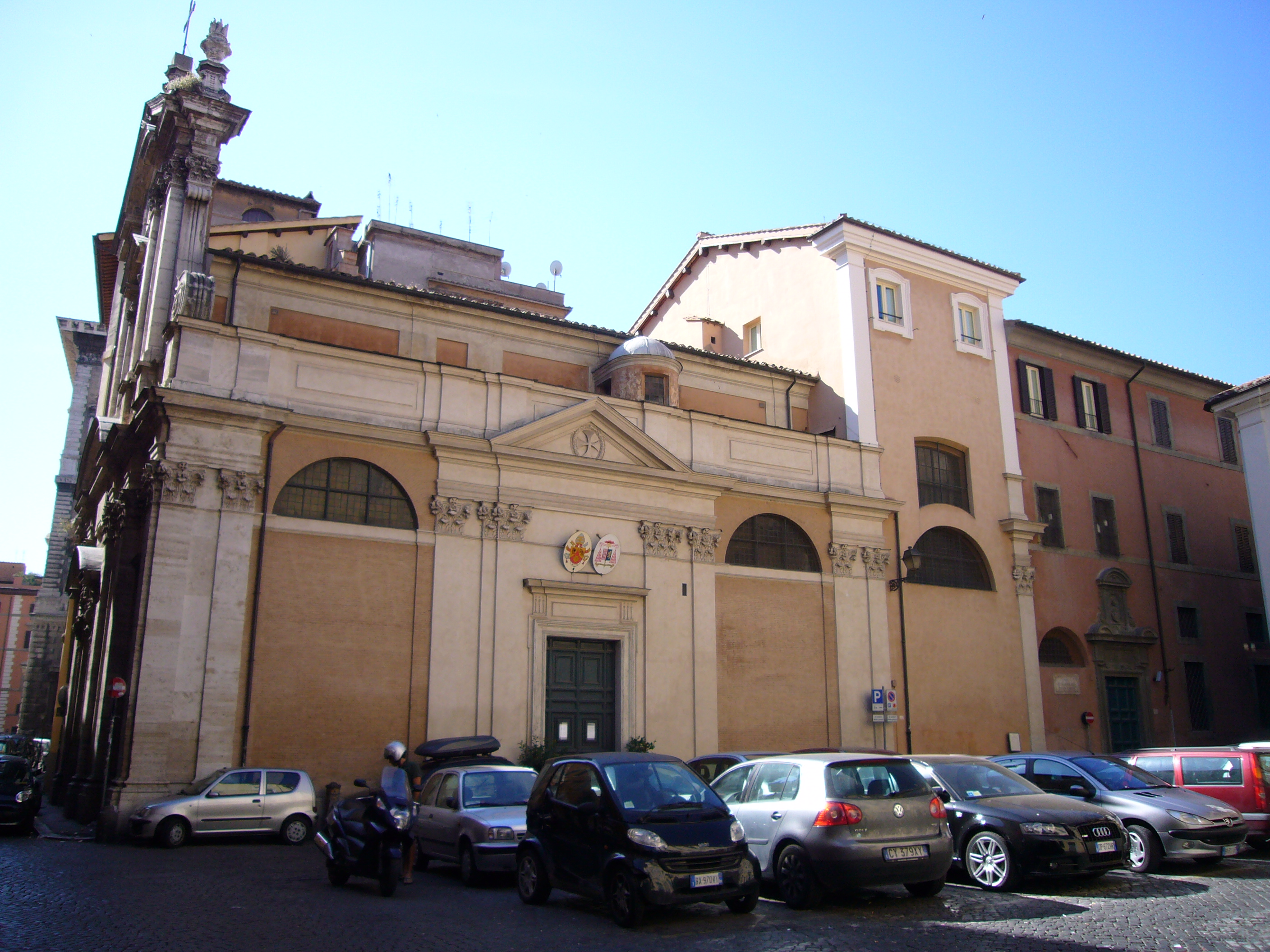
Vista lateral na piazza di Santa Caterina della Rota.
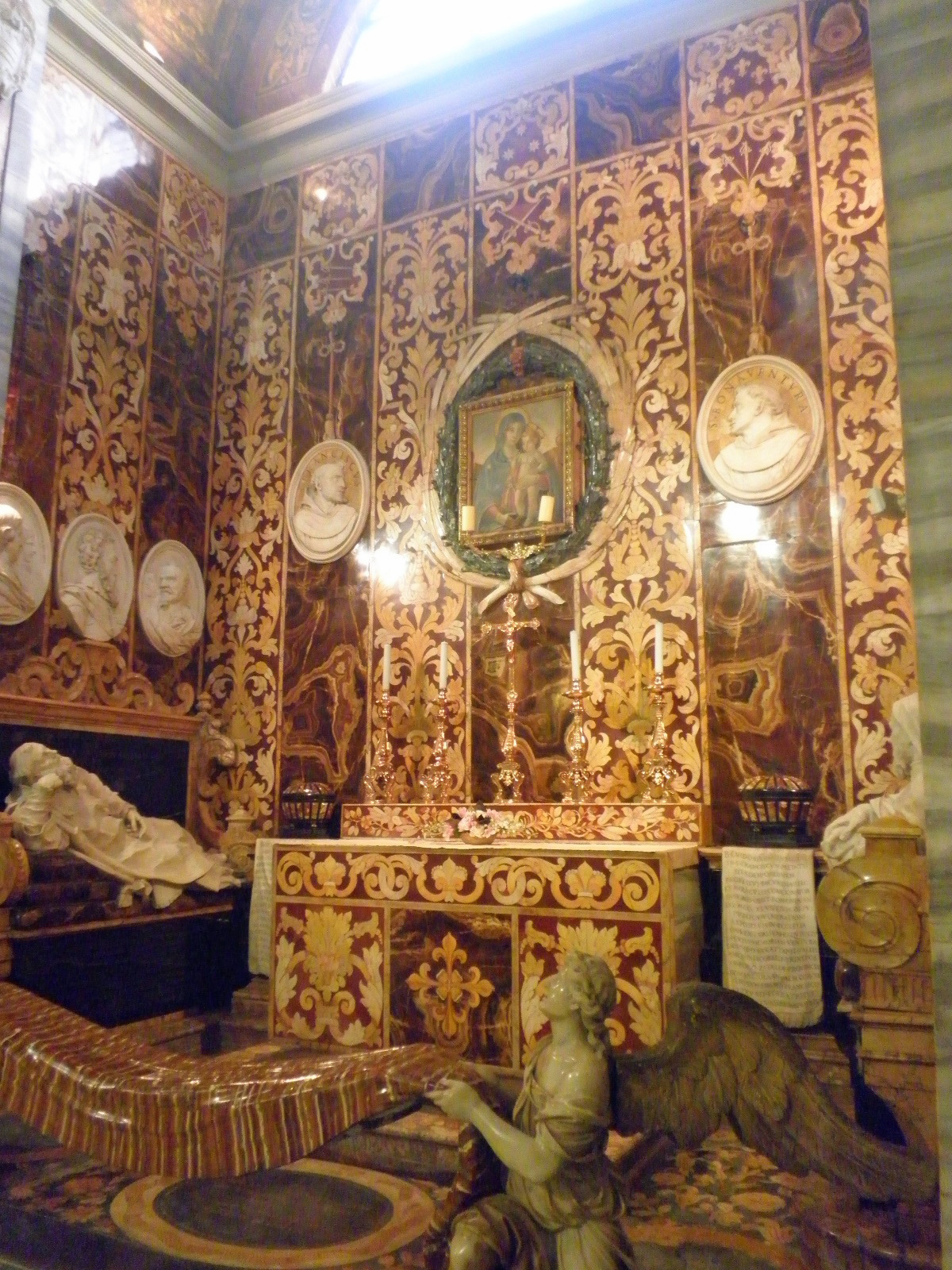
A Capela Spada.
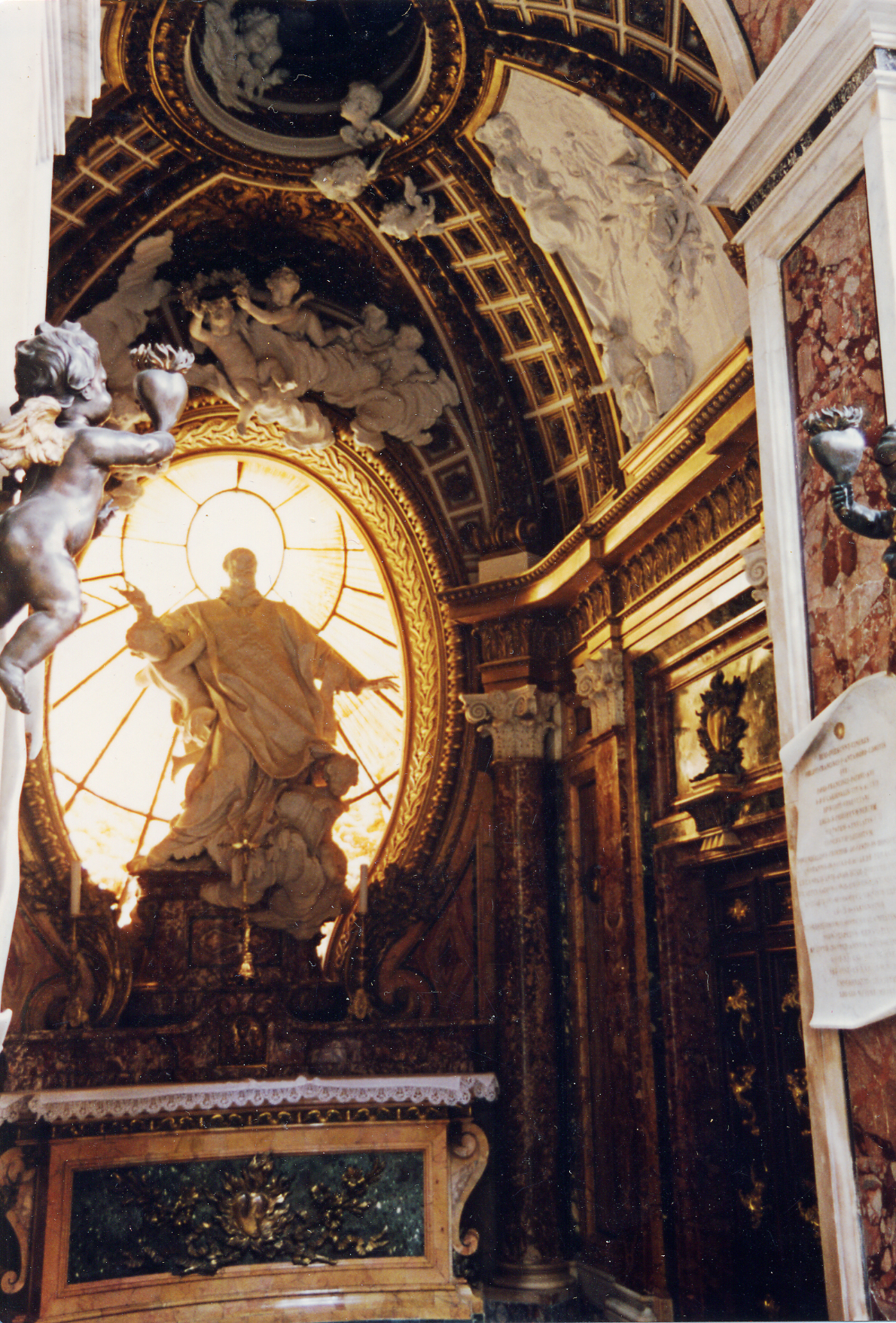
Capela Antamori, projetada por Filippo Juvarra com a estátua de São Filipe Néri de Pierre Le Gros.
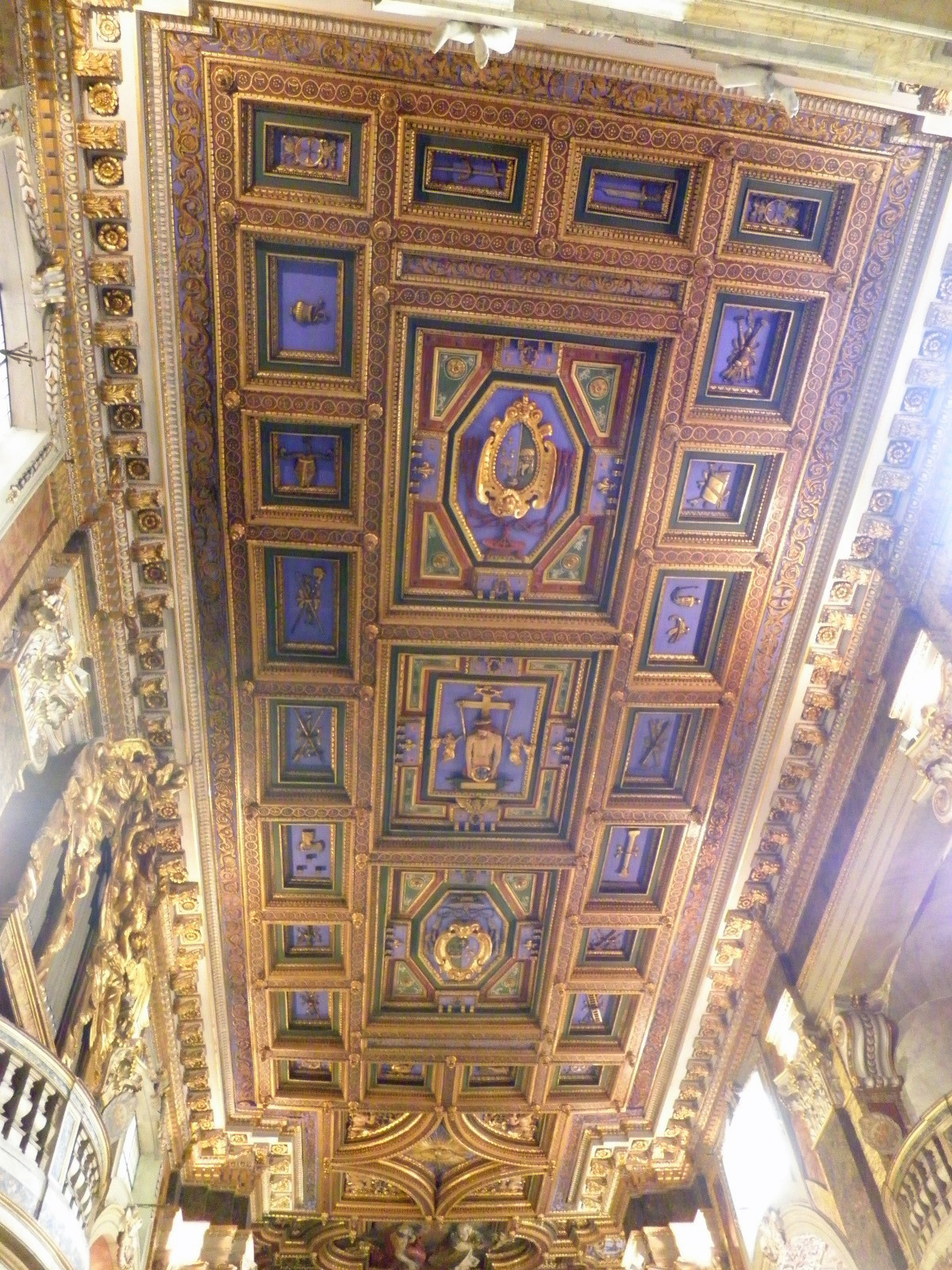
Teto entalhado.
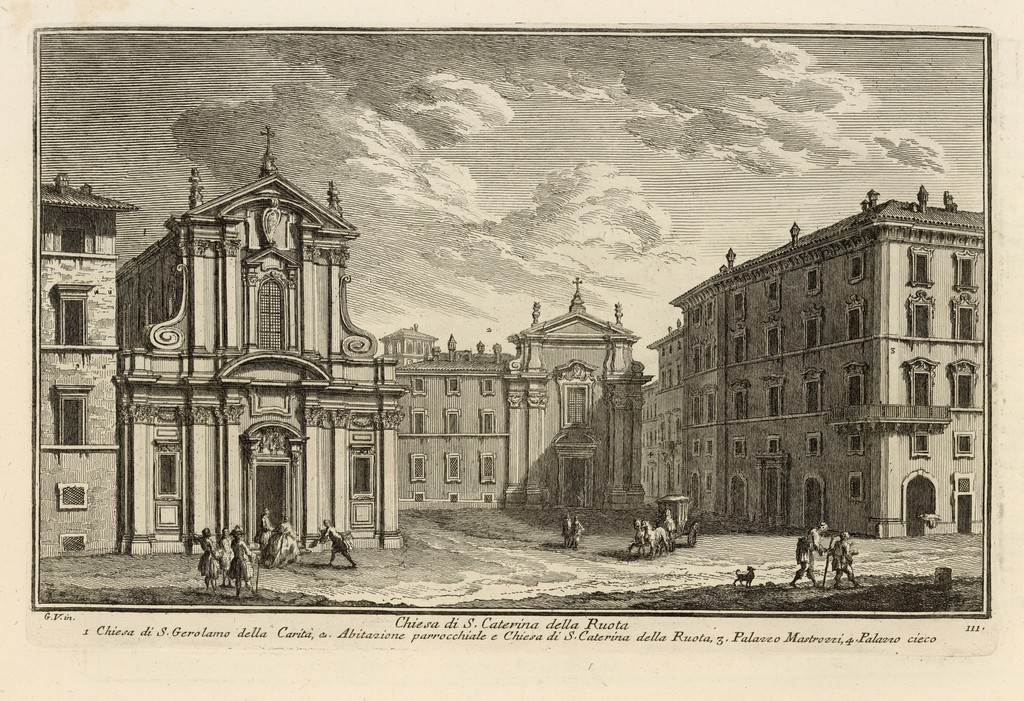
Gravura de Giuseppe Vasi (1756). San Girolamo está à esquerda. A outra igreja é Santa Caterina della Rota.